# Эм-энд-ти Банк Стэдиум
«Эм-энд-ти Банк Стэдиум» (англ. M&T Bank Stadium) — футбольный стадион, расположенный в городе Балтимор, штат Мэриленд. Домашний стадион футбольной команды «Балтимор Рэйвенс». Стадион находится рядом с бейсбольным стадионом «Ориол Парк эт Кэмден Ярдс», на котором проводит свои домашние матчи бейсбольная команда Балтимора «Балтимор Ориолс».
Заявленная вместимость стадиона — 71 008 человек. Неофициальное название стадиона — «Банк» (англ. «The bank»).

## История
Стадион расположен на месте старой фортепианной фабрики «Wm. Knabe & Co.», прекратившей своё существование во время Великой депрессии. Работы по постройке стадиона начались в 1996 году, спустя некоторое время после появления в Балтиморе команды «Рэйвенс». До постройки «Эм-энд-ти Банк Стэдиум» «Рэйвенс» играли на «Мемориал Стэдиум».
«Эм-энд-ти Банк Стэдиум» был официально открыт в 1998 году, и изначально носил название «Рэйвенс Стэдиум эт Кэмден Ярдс». В 1999 году провайдер PSINet приобрел право переименования стадиона, который стал называться «Пи-си-ай-нет Стэдиум». В 2002 году, после банкротства провайдера, стадиону было возвращено название «Рэйвенс Стэдиум».
В 2003 году права на название стадиона выкупил банк «M&T Bank», незадолго до этого появившийся на банковском рынке штата Мэриленд. Помимо «M&T Bank» в борьбе за право переименования стадиона участвовали компании «Nextel» и «CarMax». Смерть в сентябре 2002 года легендарного квотербека «Балтимор Колтс» Джонни Юнайтаса могла привести к отмене переименования: общественное мнение склонялось к тому, что стадион должен носить имя этого игрока. Однако название уже было утверждено, а именем Джонни Юнайтаса была названа площадь перед главным входом на стадион, на которой установили бронзовую статую Джонни.

## Описание стадиона
Трибуны стадиона состоят из четырёх уровней и вмещают (по состоянию на 2013 год) 71 008 человек.
Изначально стадион относился к числу арен с натуральным покрытием, однако в 2003 году натуральное покрытие поля стадиона было заменено на искусственный газон «Sportexe Momentum».

## Использование стадиона

### Спортивные команды
Основным арендатором стадиона является футбольная команда «Балтимор Рэйвенс». Именно ей принадлежат два рекорда заполняемости стадиона:
- 71 547 человек (15 января 2012 года — Балтимор Рэйвенс против Хьюстон Тексанс: 20-13);[5]
- 71 438 человек (7 декабря 2008 года — Балтимор Рэйвенс против Вашингтон Редскинз: 24-10);[6]

Иногда стадион резервируется для матчей студенческих футбольных команд Мэрилендского университета, Военно-морской академии США и т. д.
Кроме этого на стадионе проводятся матчи по соккеру и лякроссу.

### Концерты
На «Эм-энд-ти Банк Стэдиум» в 1999 и 2005 году прошёл музыкальный фестиваль HFStival, на котором выступили такие группы, как Foo Fighters, Red Hot Chili Peppers, The Offspring, Blink-182, Goo Goo Dolls, Coldplay и другие.
4 июля 2000 года Metallica провела концерт на переполненном стадионе. 22 июня 2011 года группа U2 в рамках тура U2 360° сыграла на «Эм-энд-ти Банк Стэдиум» концерт перед 75 000 зрителей.

## Стадион в кинематографе
«Эм-энд-ти Банк Стэдиум» послужил домашней ареной для вымышленной команды «Вашингтон Сентинелс» в фильме «Дублёры» 2000 года с Киану Ривзом в главной роли. В фильме стадион называется «Нэкстел Стэдиум».